# Асонанца
Асонанца (лат. Assonare — звучати у складу) је фигура дикције која настаје понављањем истих самогласника ради постизања одређеног звучног ефекта. У старој француској поезији последњи акцентовани вокал, и то у низовима узастопних стихова, „асосира“. Пошто су се неки стихови почели римовати, у новијој поезији асонанца се почела супротстављати рими, тј. почела је да се ослобађа. Када се користи у комбинацији са римом, асонанца се назива „неправом“ или „ нечистом“ римом. Јавља се у поезији, где се користи да би се постигла еуфонија, тј. милозвучност. Асонанца се поред поезије јавља и у изрекама. Коришћена је и у енглеској поезији, а важна је и за француску, шпанску и келтску поезију.

## Примери
- Владислав Петковић Дис, Можда спава
 Песму једну у сну што сам сву ноћ слушао
- Сима Пандуровић, Родна груда
Све се више воли што се већма стари
- Јован Јовановић Змај, Ђулићи XXXVI
Дивље створе и облике,
Ено, ено већ се губе,
Па се опет врате
- Бранко Радичевић, ?
Одо одма, лего у постељу,
Да одспавам своју рану вељу,
Лего тако, па лего и онако